# ネガフィルム

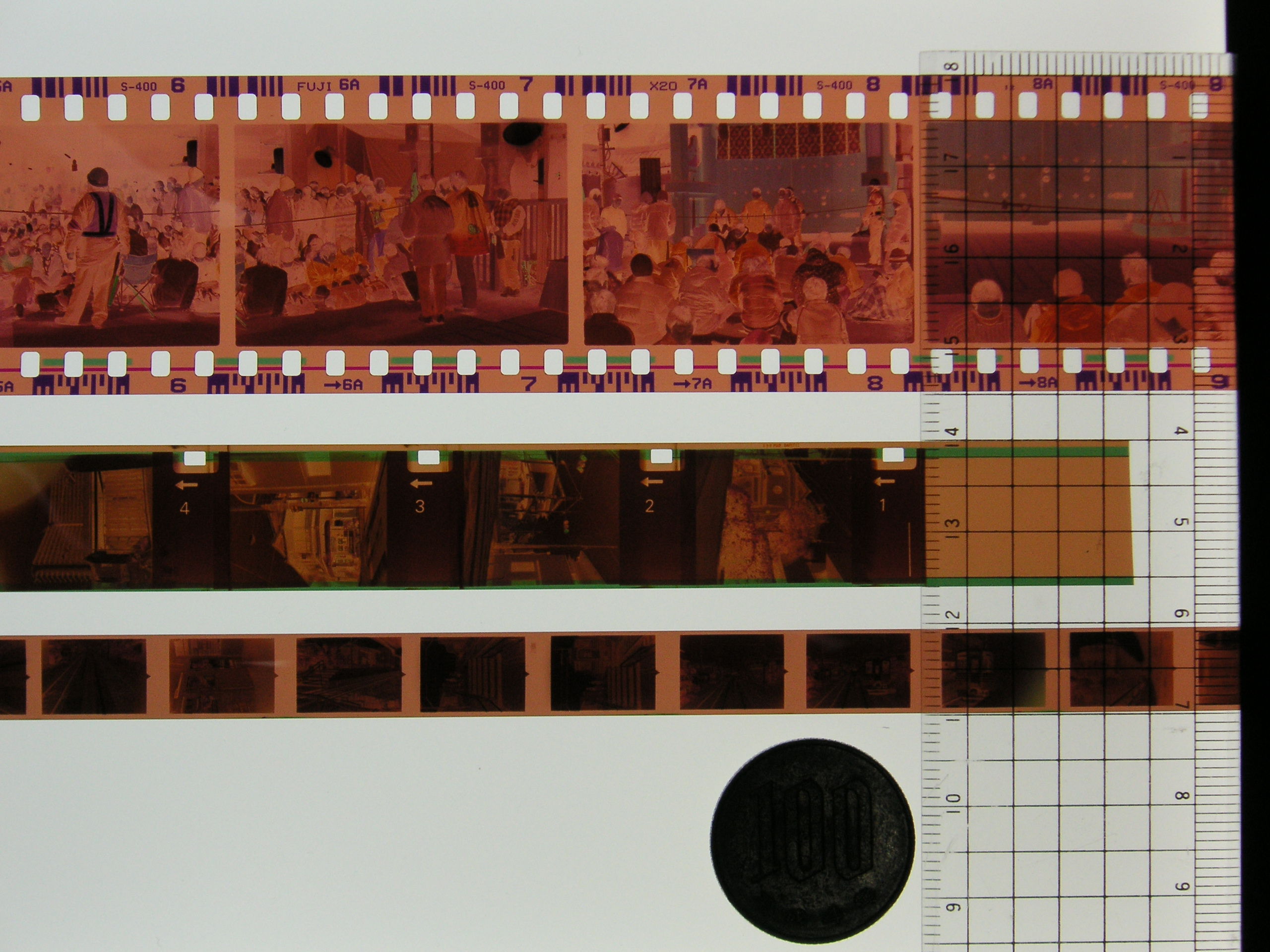
ネガフィルムの例・上から順に135フィルム・110フィルム・ミノックス用フィルム

ネガフィルムとは、被写体の明暗や色が反転した画像がつくられる写真フィルムである。「ネガ」は「ネガティブ (negative)」の略であり、英語ではnegative filmと表記する。カラーフィルムの場合、色は被写体の色の補色（ネガ、陰画）が現れる。プリント時に再反転されることで普通に見られる画像（ポジ、陽画）となる。
なお、ここでは主にカラーフィルムについて解説する。モノクロフィルムについてはモノクロフィルムの項を参照のこと。

## 概要
プリントすることを前提とした写真フィルムである。一般にラチチュードは広く、プリント時に色の補正がしやすい特性となっている。これらのことから扱いやすく、またリバーサルフィルムよりも階調のなめらかさに優れることから、プロ、アマチュアを問わず広く使われている。
プリント時に補正ができることは利点ではあるが、逆に自分の意向が反映されにくいという側面もある。写真店での補正一つで全く印象の異なる写真に仕上がる場合も多く、思い通りの色を再現するには写真店に指示を出して、補正してもらわなければならない（以下のプリントの項を参照）。
カラーフィルムではフィルムベースはオレンジ色から茶色に着色されている。これは画像を構成する色素は微妙な濁りを含むが、これを打ち消すためである。各フィルムごとに最適な色表現を得られるように調整されている。
また、使用される感光剤の関係で、ネガフィルムの方が現像や焼き付けの処理が簡素であることも広く普及した理由の一つである。高感度と高画質を両立する開発競争が進み、現在ではISO800、1600といった高感度フィルムでもざらつきの少ない高画質なものになってきている。
もっとも普及している36枚撮り等の35mmやAPSフォーマットのネガカラーフィルムは、「ミニラボ」と呼ばれている機材を運用している写真店等であれば、その場で現像・プリントできる。実作業時間はもっと短いが、運転上の都合などのため、通常は早い店でだいたい1時間程度を仕上がり時間としている。その他の写真店では工場への取次ぎとなる。

## 用途

### 写真用
写真専用のフィルムとしては、カラー、モノクロ共に最も多く使用され、感度や色調など多様な種類が販売されていた。日本では、富士フイルム、コダックなどによって製造または販売されている。
プロやハイアマチュアのカメラマンはリバーサルフィルムを志向することが多かった。これは、印刷用途に向いた透過原稿を得られること、発色の特性、撮影時に写真としての結果が確定する（撮影後の予期しない変化を嫌う）ことなどの理由からである。一方、プリントを得るためにはネガフィルムが最適とされている。

### 映画用
映画の撮影用としては、写真とは逆に、一部のアマチュア向け規格以外ではネガフィルムを使うのが一般的であった。
アマチュア映画ではリバーサルフィルムで撮影することで、そのまま映写機にで鑑賞できるため手間が少ないという利点があり、撮影後に編集を行うハイアマチュアにも都合が良い。
プロの映画撮影プロセスでは、撮影が複数回行われ多数のフィルムリールが発生する、撮影後の映像編集で劣化しないように複製が必要、映画館での上映用に複数のフィルムが必要などの理由から、ネガフィルムで撮影したほうが効率が良い。一般的には撮影したネガフィルムを原盤とし、編集用のポジフィルムを作成する。監督はこのポジフィルムを見ながら1本の映画に編集、作業が終了するとネガ編集者が原盤から同じシーンを探してつなぎ合わせ、ポジフィルムに焼き付けたものが試写会用のフィルム（0号プリント）である。上映用のポジフィルムは、リバーサル現像を行う写真用のリバーサルフィルムとは異なり、ネガ像を露光してネガ現像をすることでポジ像を得る。

## 現像
カラーネガフィルム用の現像液を使い、規定のプロセスで現像する。カラーネガ現像プロセスの元々の規格はコダックのC-41であり、フジフイルムはCN-16である。両者を比較した場合、厳密に論じるのであれば、わずかな相違がある。しかしながら、一般使用の範疇であるならば、両社は完全に近い互換性を有すると考えて良い。
C-41（及びその類似の）プロセスは1. 発色現像、2. 漂白、3. 水洗、4. 定着、5. 水洗、6. 安定、7. 乾燥の順に処理される。このC-41は機械によって自動的に処理することを念頭において設計された処理であり、比較的高温の液で比較的短時間に処理するようになっている。各工程のうち、1. 発色現像処理の際の液温及び時間管理が比較的厳密であることが求められ、これがカラーフィルムの自家処理が難しいとされる主な理由である。もっとも、難しいのはここだけであるとして自家処理している者もいる。カラーフィルムは各色の感色層によって成り、それらが重なることで天然色を表現している。発色現像液はフィルム表面から浸透し、より表面の側の層と反応し微妙に液が変化しながらより中の層を反応させていく。薬液の温度と組成、カラーフィルムの各層のバランスはこの微妙な液の変化を織り込んでカラーバランスが適切になるように設計されており、許容誤差範囲外で処理されれば得られるネガは適切ではなくなってしまう。これがモノクロフィルムのように現像を工夫して思いどおりのネガを得るテクニックが実用にならず、増減感といった例外を除いては、基本的に規定のプロセスでのみカラーフィルムが処理される理由である。言い換えれば多少の不安定さを許容すれば厳密なC-41でなくとも現像そのものはできるのである。この発色現像の後の過程はいずれも十分に行うことが必要なだけの処理なので発色現像ほどの厳密さは求められていない。
C-41とほぼ同様の結果を得られる一方で、現像時間を短くしたり水洗を省略するなどして処理を迅速化したC-41BやC-41RA（フジフイルムではCN-16Sなどと呼ぶ。）などが存在する。非常な短時間で処理するミニラボではこれらの処理が行われていることがほとんどである。迅速化された処理の方が粒状性、色再現、保存性などで少々劣るとされるが、迅速化の要求は非常に強いためにこのような処理が多用されている。
またスピード現像機、シネ現像機、吊り現像機など現像機の種類により現像液の温度、発色具合が異なる点からその仕上がり具合が異なり、後のプリントへ影響することもある。

### プリント（焼き付け）
ネガフィルムを現像した際に得られるのは陰画であり、そのままでは鑑賞に堪えないため、陽画に転換する作業が必要になる。陽画のプリントを得るために、現像したネガフィルムを透かした光によって印画紙を感光させる。ネガフィルム用の印画紙はネガフィルムと同じく明暗や色が反転して感光するために、結果的に陽画を得ることになる。この際に色の補正を大幅に行うことができる。また印画紙の露光時間によってプリントの明るさも大きく変えられる。
時には覆い焼きや焼き込みなどで画面内の明るさを部分的にコントロールすることもある。柔軟に補正できることはフィルムに刻まれた情報の全てがプリントとして見えているわけではないことの裏返しでもある。明るさを調整して焼き直してもらうと白く飛んだり黒く潰れたと思っていた箇所にもしっかり情報が残っていたのが分かった、ということが多々ある。
前述のとおりプリント時の補正の自由度の高さゆえに、却ってユーザーの思い通りのプリントを得るのには手間がかかることもある。プリントを行うための設備を一般のユーザーが用意していることは少ないため、多くの場合そのような設備を持つ業者に依頼することになる。通常の記念撮影などでは人物の顔がより映えるようにといったプリントをしてもらえるだろうが、撮影者が何らかの意図を持って通常より暗く、あるいは明るく、または色を偏らせた発色が欲しいなどの時にはその旨を伝えなければならない。このため、プリントの作業者にイメージが伝わらなければ思い通りのプリントをしてもらえるとは限らない。出来上がったプリントがイメージと異なる時には「もう少し明るく」などのように指示をして焼き直してもらうことになる。色の補正に関してはCMY（シアン、マゼンタ、イエロー）のどれをどれだけ足し引きするか指示すればより伝わりやすいだろうが、それが難しければもっと簡単に「もう少し青っぽく」などのように伝えても良い。
上述のように写真の完成形としてのプリントを得るための作業のうち、大きな比重を占めるプリント作業を他人に委ねることを嫌う人がプロ写真家やアド・アマには存在する。このような人は自家プリントできるように引き伸ばし機等を備えた暗室を用意し、プリントまで自分で行う。住宅事情などで自前で暗室を用意できない人のために貸し暗室というサービスもある。最近ではフィルムの写りや大きな情報量を得られることを好む一方で暗室まで用意できない人など、フィルムスキャナ等を経由してパソコンに取り込み、Photoshopなどの画像処理ソフトによって自分好みの表現に仕上げる人もいる（デジタル画像化による公開の簡単さ、加工の簡単さを求めてパソコンに取り込む人も多くいる）。
なお、プリントの補正によって大きく変わるとは言っても、もともとの撮影によって得られたネガが芳しくない時にはどうしようもない。
富士フイルムの写ルンですなどのレンズ付きフィルム（使い切りカメラ）は、ネガフィルムのこのような露出に対する寛容度の大きさと補正の幅の広さを活かしたものである。撮影時には露出などの調整を行わない簡素なカメラである分、プリント時に補正して適切なプリントを得るのである。同様の考え方で電気露出計が付かないカメラを使う時などに光を計測しないでも露出を決定できるよう、被写体、天候、環境に応じて概ね適切な露出をまとめた計算尺式露出計がある。
プリントはネガをもとにして行う第二の撮影とも言えるものであり、作家性を発揮する機会でもある。また、ネガフィルムならではの深みのあるプリントを得ることができる。このため、リバーサルフィルムによる透過原稿による入稿が一般的な時代から、ネガフィルムで撮影し、プリントまで自ら行って入稿したプロ写真家も存在する。読み取り装置の性能の向上によって反射原稿による入稿が気軽にできるようになったことも、このような人々を助けることになった。
近年のDPE店ではデジタル方式のミニラボが普及していることもあって、前述したような光学的な焼き付け、引き伸ばしをしてもらえることは少ない。デジタルミニラボでは一旦フィルムスキャナを通してデジタル化したデータがプリンタに送られ、レーザーなどで印画紙に露光されて現像される。印画紙や現像に使われる現像液は、レーザー露光に特化した特性になってはいるものの、構造自体は従来の銀塩写真に使われるものと同等のものである。しかし一般的な出力解像度300dpi程度のデジタルミニラボで出力したプリントよりも、従来のアナログ処理で引き伸ばしたプリントの方がきめが細かくてきれいであるとするハイアマチュアも多く、全く構造が異なるデジタルミニラボに入れ替えたDPE店では自店でアナログ処理を行うことができないため、アナログ処理を希望する場合はそのことを店頭で指示して然るべき外注先に取り次いでもらうか、プロラボなどに直接持ち込むことになる。ただし、一般のDPE店でもアナログ式のミニラボ（プリンタ）を残している店もある。またラボサービスが縮小していることを受け、地方からの需要にも応えるべく郵送によってDPEを行うラボも存在している。なお、デジタルミニラボでスキャナを通してプリントする際にはコンピュータ上で補正が行われており、色・濃度・コントラストなどをある程度修正することが可能なため、仕上がりが気に入らない時には指示すれば改善することもある。
印画紙は1.露光、2.発色現像、（バット現像の場合ここに停止が挟まれる）、3.漂白定着、4.水洗、5.乾燥の順に処理される。テスト焼きを行い、その結果に応じて露光量や色の補正を行う。プリントの薬品も各社の各印画紙で基本的に互換であるが、微妙に異なるのはフィルム現像の薬品と同様である。

#### 管理
撮影前後、現像前後を問わず、写真フィルムは高温高湿に弱く、そのような環境に晒されると変質する。具体的な症状は感度低下、カラーバランスの崩れが挙げられる。

#### 撮影前・現像前
一般用フィルムでも使用期限内に使用することが求められる。またプロ用フィルムでは低温未開封での管理が推奨される。冷凍保存などで使用期限を大幅に超過してもほぼ変化が認められないようにすることもできる。

#### 撮影後・現像前
フィルムは撮影後から現像するまで潜像退行と呼ばれる撮影の逆反応が起き、像が劣化していく。感度低下が主な症状だが、さらにカラーフィルムでは各感色層で一様に進むわけではないためカラーバランスの崩れの原因となりうる。撮影済みフィルムをなるべく早く現像することが推奨されるのはこのためである。現在販売されているフィルムなら少々の期間なら問題は起こらないものばかりだが、早めに現像するにこしたことはない。この反応は高温高湿であるほど早く進むため、撮影後しばらく現像できない時はなるべく低温低湿の場所で保管することが望ましい。詳しくは各フィルムの説明書を参照のこと。

#### 現像後
褪色と呼ばれる現象が発生し、カラーバランスが崩れると同時に画像が徐々に薄くなっていく。常温常湿下で保管していると数十年経つと褪色が明らかに確認できることが多い。基本的に低温低湿下で保管するほど褪色の影響は少なくなる。市販のフィルムスキャナなどではこの褪色を復元する機能を標準で搭載しているものが多い。なお、この褪色は色素が劣化することによって起こる現象であり、銀粒子によって画像を構成しているモノクロフィルムの方が経年耐久性は格段に高いとされる。印画紙はフィルムよりも経年耐久性が高いとされ、長期間保管する写真はプリントした状態で保管することが望ましいとされる。

## 主な種類
カラーフィルムのみを挙げる。モノクロについてはモノクロフィルムの項目を参照のこと。

### 富士フイルム

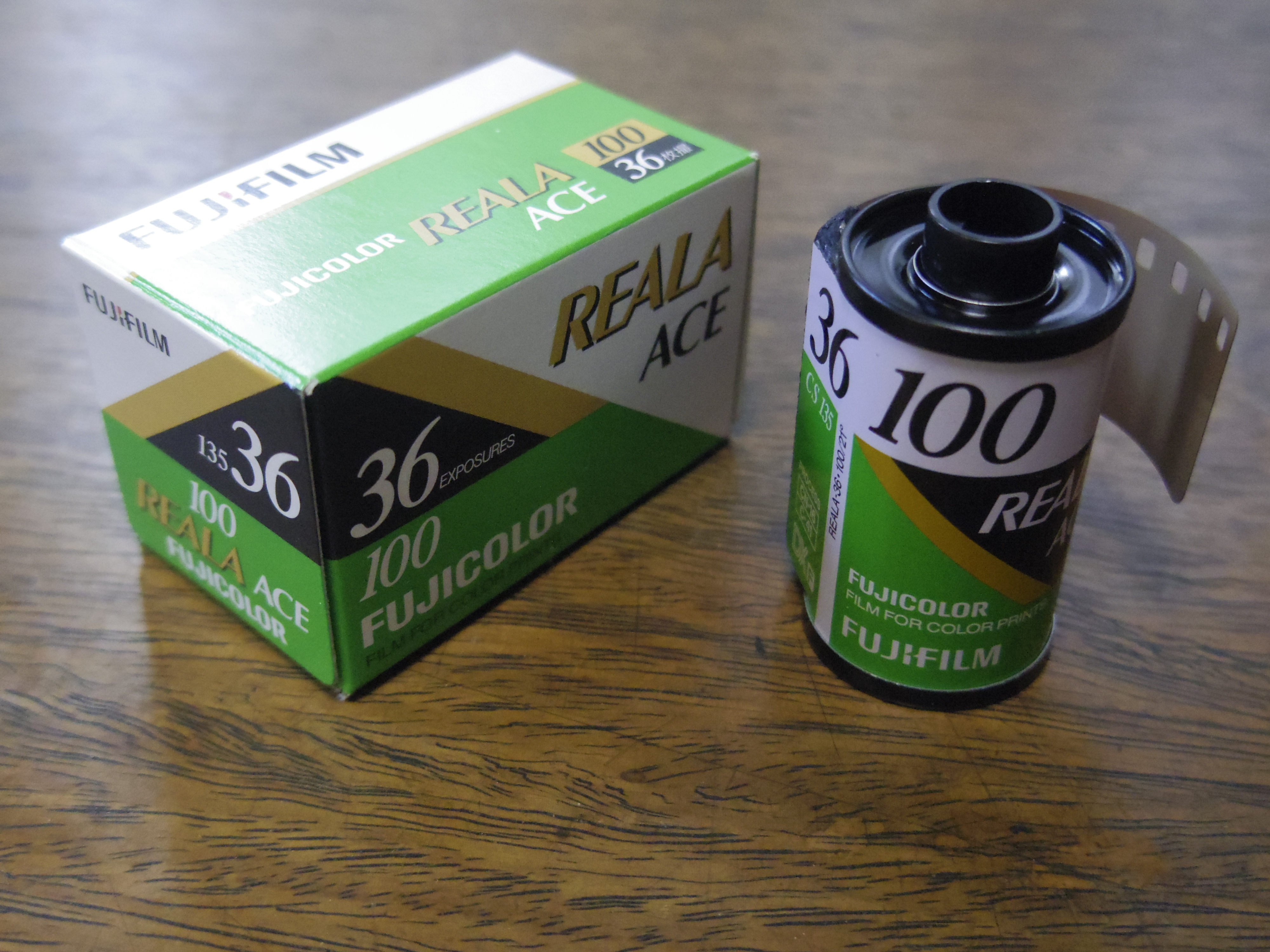
リアラエース（REALA ACE）のパトローネと外箱（両方とも35mmフィルム）

富士フイルムのフィルムは全体的な特徴として、日本人好みのややシアンとマゼンタよりの発色をするとされる。粒状性も良いとされる。
フジカラー 100
一般向けのISO100フィルム。鮮やかな色彩と高い解像力を発揮する。第4の感色層を搭載していない。
フジカラー SUPERIA X-tra 400
ISO 400の低価格フィルムで、海外でも販売されている。Venusに比べて第4の感色層を搭載していない。発色はVenusよりも落ち着いている。
フジカラー SUPERIA Venus 800
ISO800のみの販売。一般向けのフィルムで第四の感色層を搭載しており、発色は若干鮮やかで赤の発色がよく蛍光灯の緑カブリに強くなっている。微粒子化技術によってISO100に匹敵する解像力を得られる。Venus400は以前はラインナップされていたが、現在は販売終了。
フジカラー SUPERIA PREMIUM 400
一般向けのフィルム。Venus400に変わって登場した。新設計の感光層の特性によりラチチュードを広げることで露光オーバーに強くなっている。第4の感色層を搭載していない。
フジカラー NATURA 1600
ISO 1600。もともとSUPERIA Venus 1600として売られていたが、ナチュラルフォトシステム「NATURA」向けのフィルムとしてDXコードが若干変更されている。NATURA対応のカメラに装填することで、フラッシュを使わない自然な仕上がりに撮れる。第4の感色層を搭載している。2018年3月に出荷終了した。これに伴い「写ルンです 1600 Hi・Speed」も生産を終了した。
フジカラー リアラエース
ISO 100。リアルな色再現と軟調よりの階調表現をする。非常に優れた粒状性を持ち、先鋭な像を示す。高い解像度と豊かな階調を併せ持つ。第4の感色層を搭載している。ロングセラーだったが2012年2月で製造終了。
フジカラー Super G100
ISO100。高い先鋭度と優れた粒状性を誇る標準タイプのカラーフィルムのロングセラー。PROシリーズよりもやや売価が低いことも利点。110フィルムと120フィルムの販売がされているが、110フィルムは2009年9月で終了の予定、120フィルムも2010年8月で販売終了。第4の感色層を搭載していない。
フジカラー PRO 400
発色はおとなしめで階調表現に優れており、ポートレートや商品撮影に向いている。プロの名があるもののフィルムの温度管理はそれほど要求されない。第4の感色層を搭載している。（2014/05 出荷終了予定）
フジカラー PRO 400H
自然で落ち着いた発色で階調表現は柔らかく、ポートレートや商品撮影に向いている。忠実な色再現を実現。第4の感色層を搭載している。
フジカラー PRO 160 NC / NS / NH / NL
ISO 160。120/220フィルム及びシートフィルムが存在する。NSは比較的軟調で階調表現が高く、NCは高いコントラストで印象的に、NHはそれらの中間的な表現を行う。NLはタングステン光用フィルム。
現在はNH及びNLの製造は終了し在庫のみとなっている。NC及びNSは継続して製造販売されている。
フジカラー PRO 800
ISO 800。120フィルムのみ。中判カメラでのスナップ撮影などに適した高感度フィルム。2010年8月で販売終了
なお、日本国外向けにこれら以外のフィルムも数種類販売されている。

### コダック
コダックのフィルムは全体的な特徴として、欧米人好みのややイエローよりの発色をする。自然な階調再現をするとされる。
GOLD 100
快活な発色をする。一般用は24枚撮りのみ。業務用20本入りでは12・24・36枚撮りが販売されている。一般用は2013年2月現在、国内では在庫限りとなっている。
SUPER GOLD 400
ISO 400。忠実な色再現を行うフィルム。24枚撮りは3本パック、36枚撮りは5・10本パック、業務用として24・36枚撮りが20本パックとして販売されている。もちろん単品も存在する。
ULTRA COLOR 100UC / 400UC (ISO 100 / 400)
ISO100と400がラインナップされている。彩度の高い発色を行うフィルム。現在135フィルムのみ。
ULTRA COLOR 100UCは平成20年12月でULTRA COLOR 400UCは平成21年3月末で販売終了
PORTRA 160NC / 400NC
ISO160と400がラインナップされている。忠実な色表現を行うプロ向けネガフィルム。135・120ともにバラでは販売終了し、5本パックのみ。
PORTRA 160VC / 400VC
ISO160と400がラインナップされている。豊かな階調と高い彩度を実現するプロ用ネガフィルム。135・120ともにバラでは販売終了し、5本パックのみ。
PORTRA 800
ISO 800。豊かな階調と高い彩度を持つ高感度フィルム。
PORTRA 100T
ISO 100。120フィルムのみ。タングステン光用フィルム。在庫限りで販売終了。
EKTAR 100
プロ向け新フィルム。世界一の粒状性を実現したとされる。高彩度な発色をする。135および120が用意されている。

### DNPフォトマーケティング（DNPフォトルシオ）
DNPフォトマーケティング（DNPフォトルシオ）はコニカミノルタから印画紙事業を継承し、フィルムは公式発表ではないもののコダックのOEMと見られる。
CENTURIA
135フィルムで感度ISO100/200/400がラインナップされている。商品名とパッケージの青色はコニカミノルタが発売していた同名商品のイメージを引き継いだもの。撮影枚数は24枚と36枚だが、24枚撮りのものはコニカミノルタ時代は27枚撮りとして製造・販売されていた。
コニカミノルタ時代とは発色が異なるが、派手すぎない落ち着いた自然な発色をする。2008年末以降、製造終了に伴い在庫限りで販売終了。

### コニカミノルタ
コニカは軟調に仕上がるDD200プロ、軟調で低感度高解像度のインプレッサ50、ISO3200の超高感度ネガといった個性的な製品を送り出した。しかしミノルタとの合併後、多くの製品が生産を終了した。2007年3月をもって、フィルム事業の一部を大日本印刷に、カメラ事業の一部をソニーに譲渡した上で、写真事業から撤退した。
以下は、生産終了時のラインナップ。
CENTURIA SUPER
35mmフィルムで感度ISO100～1600がラインアップされていた（ISO800はCENTURIA ズームスーパー 800）。自然な発色が特徴のフィルムである。
ベビーフィルム ほっぺにチュッ
ISO 400。赤ちゃんの柔らかい肌を再現するために、非常に豊かな階調表現を行う。
CENTURIA PORTRAIT 400
ISO 400。ポートレートに適した、階調豊かなフィルム。ブローニーフィルムではCENTURIA PRO 400として販売。
プロフェッショナル 160PS
ISO 160。120フィルムのみ。忠実な色再現と豊かな階調表現が可能。

### アグフア・ゲバルト
アグフア・ゲバルトのフィルムは2005年5月に、写真部門から独立したアグフアフォト社が破産申請を行ったことで、事実上の生産及び販売が終了された。以下は最終ラインナップ。なお、2007年には株式会社パワーショベルが、アグフアブランドでフィルムを販売しているドイツのLupus Imaging & Media社と業務提携し、日本でのアグフアフォトブランドのフィルム販売を行うことを発表している。
Vista
忠実な色再現を実現する「EYE VISION テクノロジー」を採用。新しいシアンカプラー採用により、赤色領域内の微妙な色を正確に再現。赤みの強い発色をする。感度ISO100・ISO200・ISO400・ISO800がラインアップされていて安価なフィルムだった。35mmサイズのみがあった。製造終了。
ULTRA
油絵のようなこってりした発色をする。感度ISO100で35mmサイズのみがあった。以前は、ULTRA50 (ISO50) として35mmと120ブローニーサイズがあった。製造終了。
PORTRAIT
スキントーンのディテールを鮮明に再現し、柔らかな色彩描写を実現。感度ISO160で35mmと120ブローニーサイズがあった。製造終了。
OPTIMA PRESTIGE
被写体の色彩をそのまま実現する、ナチュラルなカラー・サチュレーション。感度ISO100・ISO400で35mmと120ブローニーサイズがあった。製造終了。
- 以下は2013年2月現在、株式会社パワーショベルから日本国内にて発売中のAGFAブランドのフィルムである。詳しくはパワーショベル AGFA製品紹介欄を参照して頂きたい。

リンク http://www.superheadz.com/agfa/
Vista
ISO400は高度な色飽和度を持ち、トイカメラに向くフィルムとなっている。ISO100は色濃い発色と柔らかなグラデーションの風合いが楽しめるフィルムとなっている。販売は35mmサイズのみでISO400/100ともに36枚撮りのみでメーカー希望小売価格はISO400が630円、ISO100が525円。
AGFA PHOTO 110フィルム
ISO200でAGFA特有のマゼンタ色が強い発色をする。こちらもトイカメラ向きとなっている。24枚撮りのみで希望小売価格は630円。

### フェッラーニア
イタリアの企業フェッラーニアが、数多くのOEMブランド製品も受け持っている。
ソラリス
ヨーロッパ調のフィルム。感度ISO100・ISO200・ISO400・ISO800がラインアップされている。35mmサイズのみがある。2009年、ISO200とISO800が廃番となる。

### ラッキー
中国のフィルムメーカー、中国楽凱公司（ラッキー）社。
LUCKY COLOR
昭和調のフィルム。感度ISO100・ISO200がラインアップされている。35mmサイズのみがある。

## 主にネガフィルムで作品を撮っている著名写真家
- 梅佳代
- 尾仲浩二
- 佐内正史
- 鈴木理策
- 瀧本幹也
- 蜷川実花
- ホンマタカシ

## 印刷専用
印刷原版の作成用として用いられる。この時の大きさは幅1mを超える物もある。
一般には専用の大型のレーザープリンターを使用し、レーザーにより描画、感光させる。感光、現像した後、原版素材にライトを当て感光、感光しなかったところを腐食させ、凸版または凹版を作成する。
現在の新聞原版、半導体の製造などで用いられている。

## デジタルカメラの影響
デジタルカメラの普及が進み始めた2000年頃より、レンズ付きフィルムを中心にネガフィルムの売り上げが減少している。
コニカミノルタは、デジタルカメラでの業績不振も重なり、フィルムおよびカメラを含めたイメージング事業からの撤退を決め、2007年3月をもってフィルムの販売を終了した。
こうした中で富士フイルムは人員削減を含めたリストラ策を行った上で、フィルムの事業を継続することを発表している。同社の2006年1月19日付けの告知にあるように、「写真文化を守り育てることが弊社の使命」であり、「銀塩は保存性・低廉な価格・取扱いの手軽さと現像プリントインフラが整備されている点などでデジタルに勝る優位さもあり、写真の原点とも言える」とし、銀塩写真事業を継続する意思を表明している。コダックもまた2006年1月24日付けの告知で「今後も引き続き、市場に需要がある限り、銀塩フィルム及び印画紙を製造・提供してまいります」と告知し、銀塩写真事業を継続する意思を表明している。また現像プロセスの互換性に問題があるものの、一部意欲的な新規参入メーカーも存在する。
富士フイルムは既にフィルム市場の縮小が進んでいた2006年以降も一般向けコンパクトフィルムカメラ Naturaの新型Natura Classicaや高級コンパクトフィルムカメラKlasseの新型であるKlasse S, Klasse Wを続けて発表した。さらに2008年PMAでは富士フイルムはフィルム中判カメラの新機種の試作機を展示、2009年にGF670（日本国外においてはVoigtlander BessaIII）として限定生産ながらも発売し好評だったことから、なお銀塩写真事業に意欲を持っていると思われる。カメラ雑誌誌上やその他の媒体においてこの新機種の紹介とともに、富士フイルム担当者によっても銀塩写真事業について意欲的なコメントがされていた。また、2009年にはコダックと富士フイルムから相次いで新しいネガフィルム（コダック・エクター100、フジ・プレミアム400）が発売されている。
また、ゼラチンシルバーセッションなど、写真家によって銀塩写真の魅力を伝え、再び広く使われるための試みもなされている。
もっとも、一般ユーザにおける写真撮影の多くはデジタルカメラに移行しつつあり、高画質なデジタルカメラの低価格化と一般への普及も急激に進行している。これらから、フィルムへの根強い支持があるとはいえ、その利用者も写真愛好家や一部のプロ写真家に限定されることは必至とも予測される。
リバーサルフィルムの項目にもデジタルカメラの影響に関しての記述があるので、そちらも参照のこと。
映画でもデジタル撮影が主流となり、